# Підпаленик білолобий
Підпале́ник білолобий (Myiomela diana) — вид горобцеподібних птахів родини мухоловкових (Muscicapidae). Ендемік Індонезії. Myiomela sumatrana раніше вважався конспецифічним із білолобим підпалеником.

## Опис
Довжина птаха становить 17-19 см. Виду притаманний статевий диморфізм. Самець має повністю синє зхзабарвлення, за винятком білої плями на лобі. Самиця має коричневе забарвлення, нижня частина тіла у неї світліша і дещо сірувата.

## Поширення і екологія
Білолобі підпаленики мешкають на заході острова Ява. Вони живуть у вологих гірських тропічних лісах.